# МегаPolice
«МегаPolice» — второй студийный альбом екатеринбургской группы «АК-47», выпущенный 24 марта 2010 года на лейбле Gazgolder.

## Список композиций
| №   | Название                                       | Текст песни                      | Музыка         | Длительность |
| --- | ---------------------------------------------- | -------------------------------- | -------------- | ------------ |
| 1.  | «АК-47 (Интро)»                                | Ноггано, Витя АК                 |                | 1:03         |
| 2.  | «В Тепле 2 Яйца» (feat. Купэ)                  | Витя АК, Макси АК, Купэ          |                | 4:28         |
| 3.  | «Не Сложный, Сложенный»                        | Витя АК, Макси АК                |                | 4:17         |
| 4.  | «Чё Ты Паришься?» (feat. Айк Дым)              | Айк Дым, Витя АК, Макси АК       |                | 3:58         |
| 5.  | «Моя Игра» (feat. Dead Василь)                 | Витя АК, Макси АК, Dead Василь   |                | 5:41         |
| 6.  | «Под 0 (Скит)»                                 | Ноггано, Витя АК                 |                | 0:13         |
| 7.  | «Оля Лукина»                                   | Витя АК, Макси АК                | Beat Maker Tip | 3:19         |
| 8.  | «Как Страшный Фильм» (feat. Ноггано)           | Витя АК, Макси АК, Ноггано       |                | 5:09         |
| 9.  | «Никогда Не Сомневался»                        | Макси АК, Витя АК                |                | 2:16         |
| 10. | «Не Стесняйся» (feat. Ноггано)                 | Макси АК, Витя АК, Ноггано       |                | 4:10         |
| 11. | «Позитивный (Скит)»                            | Витя АК, Ноггано                 |                | 0:53         |
| 12. | «Заборосносимый»                               | Витя АК, Макси АК                | Beat Maker Tip | 3:24         |
| 13. | «Предприниматель Люба»                         | Витя АК, Макси АК                |                | 3:37         |
| 14. | «А Ты Чё Думал?» (feat. Восточный Округ)       | Ямыч, Витя АК, Жаман, Макси АК   |                | 4:52         |
| 15. | «Kill Kill»                                    | Витя АК, Макси АК                |                | 3:38         |
| 16. | «Моё Промо»                                    | Витя АК, Макси АК                |                | 3:53         |
| 17. | «Что Бы Изменилось»                            | Витя АК, Макси АК                |                | 3:38         |
| 18. | «Второй Альбом По Счёту» (feat. Володя Бывший) | Макси АК, Витя АК, Володя Бывший |                | 3:49         |
| 19. | «Мегаполис»                                    | Витя АК, Макси АК                |                | 4:16         |
| 20. | «Тем Кто С Нами» (feat. Guf, Ноггано)          | Guf, Ноггано, Витя АК, Макси АК  |                | 7:29         |
| 21. | «Ах, Берёза... (Аутро)»                        | Ноггано                          |                | 1:31         |

## Рецензии
«МегаРolice» — альбом объемный, его получится долго слушать и расслушивать. Он, может быть, не такой куражистый, как «Березовский». И новых «Кругом тонирован» и «Слышь, малыш» тут тоже нет. Есть треки без малого гениальные, есть пожиже, но в целом все очень мощно и правильно. И не надо быть пророком, чтобы утверждать, что в этом году выйдет от силы десяток — от силы! — альбомов такого уровня.
 — пишет Андрей Никитин на сайте Rap.ru 
На альбоме «МегаРolice» нет претензий на раскрытие смысла жизни. Тут речитатив может состоять из одного лишь перечисления любимых компьютерных игр («Моя игра») или «респектов» в адрес родной школы («Несложный сложенный»). Тут женские образы — это бывшая сокурсница («Оля Лукина») или предприниматель Люба («Предприниматель Люба»). Быт «райончика» — тема не менее близкая господину Вакуленко, чем судьбы родины и любовь к матери, поэтому он здесь чуть ли не в каждой третьей песне.
 — пишет Борис Барабанов в газете Коммерсантъ 